# José Carlos Pace

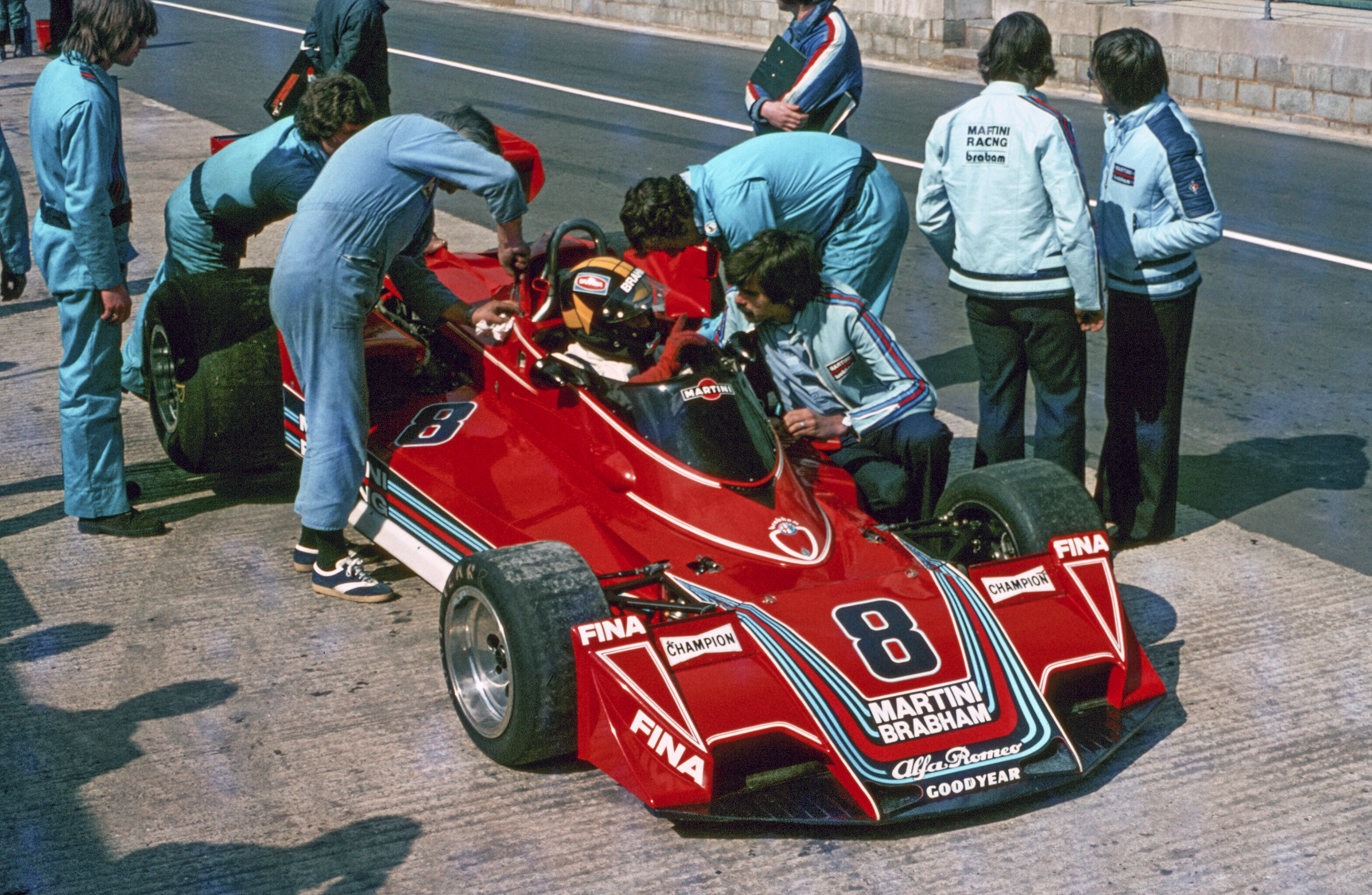
Carlos Pace sobre el Brabham BT45, en 1976.

José Carlos Pace (São Paulo, 6 de octubre de 1944-Mairiporã, Estado de São Paulo, 18 de marzo de 1977) fue un piloto brasileño de automovilismo. Compitió en seis temporadas de Fórmula 1, logrando una única victoria en el Gran Premio de Brasil de 1975 y otros cinco podios entre 1972 y 1977.

## Carrera
Piloto de gran clase, apodado O Moco (El callado) estilista de la conducción, y uno de los conductores más rápidos de su tiempo, el brasileño llegó a la máxima categoría siguiendo la senda que abrió su compatriota Emerson Fittipaldi. Aunque nunca disfrutó de los éxitos de este, y dejó claras sus posibilidades en la época en la que condujo para la escudería Surtees, en la temporada 1973.
Luego pasó a Brabham y fue en el seno de este equipo en el que, en 1975, consiguió su mayor éxito, actuando ante sus compatriotas en el Gran Premio de Brasil en Interlagos. En el transcurso de una carrera dramática marcada por el abandono de Jean-Pierre Jarier, que conducía su Shadow DN5 hacia una victoria que dejó escapar por problemas mecánicos, Carlos Pace heredó la primera posición. A pesar del agotamiento que le castigó durante las últimas vueltas, logró sostener el primer lugar para subir de esta manera al máximo escalón del podio. Aun siendo muy competitivo durante todo ese año, no consiguió más triunfos, y el año 1976 se lo pasó casi en blanco porque su nuevo Brabham, el modelo BT46 no contaba con la debida puesta a punto. Sus dotes de buen deportista lo consagraban en la rapidez de su manejo y en las velocidades que tomaba las curvas de los grandes circuitos competitivos, a más de 180 kilómetros por hora.
La temporada 1977 sería diferente. El BT46B era un monoplaza más competitivo, potente y rápido, y el equipo se perfilaba como uno de los favoritos al título al contar en sus filas a Pace y al norirlandés John Watson. Los dos pilotos dominaron el Gran Premio de Argentina, que abría la temporada, hasta que problemas mecánicos causaron el abandono de Watson, dejando solo en cabeza a Pace a pocas vueltas del final. Los recurrentes problemas físicos del brasileño le privaron de la victoria, cediendo ante el empuje del Wolf WR1 de Jody Scheckter, aunque aun así pudo alcanzar el segundo escalón del podio.

## Vida personal
Pace era hijo de inmigrantes italianos, Angelo Pace y Olga Amelia Di Natale, y tenía tres hermanos: Ángelo, Víctor y Maria Amelia.

## En la cultura popular
En la película de 1977 Bobby Deerfield, protagonizada por Al Pacino, las escenas de conducción en los Grandes Premios (Brasil, Sudáfrica y Estados Unidos) fueron realizadas por un doble de Carlos Pace.
El circuito de Interlagos, donde se disputaba el Gran Premio de Brasil, pasó a llamarse oficialmente Autódromo José Carlos Pace en su memoria en 1985, un reconocimiento que ha inmortalizado su nombre en la cultura automovilística brasileña.

## Fallecimiento y legado
Poco más pudo hacer aquel año, ya que aproximadamente dos meses después, José Carlos Pace murió a causa de un accidente de avioneta, cuando aprestaba a salir junto a un amigo, Marivaldo Fernandes, después de despegar del Campo de Marte y bajo una torrencial lluvia. El lugar exacto de su trágica muerte se produjo en la Sierra de Cantareira, municipio de Mairiporã, estado de São Paulo.
Sus restos fueron velados en el Automóvil Club de São Paulo. Mereció el más absoluto de los respetos de quienes fueran sus contrincantes en las pistas de Fórmula 1: los hermanos Wilson y Emerson Fittipaldi, Jody Scheckter, James Hunt, Mario Andretti, Ronnie Peterson, Vittorio Brambilla, Jacques Laffite, Carlos Reutemann, John Watson, Gilles Villeneuve, Clay Regazzoni, Alan Jones, Héctor Rebaque, entre otros. 
En su honor, el circuito antes llamado Interlagos lleva oficialmente su nombre. Admirado por Bernie Ecclestone, fue apodado «El campeón mundial sin título». Sus restos descansan junto a la tumba de Ayrton Senna en la ciudad de São Paulo.

## Resumen de carrera

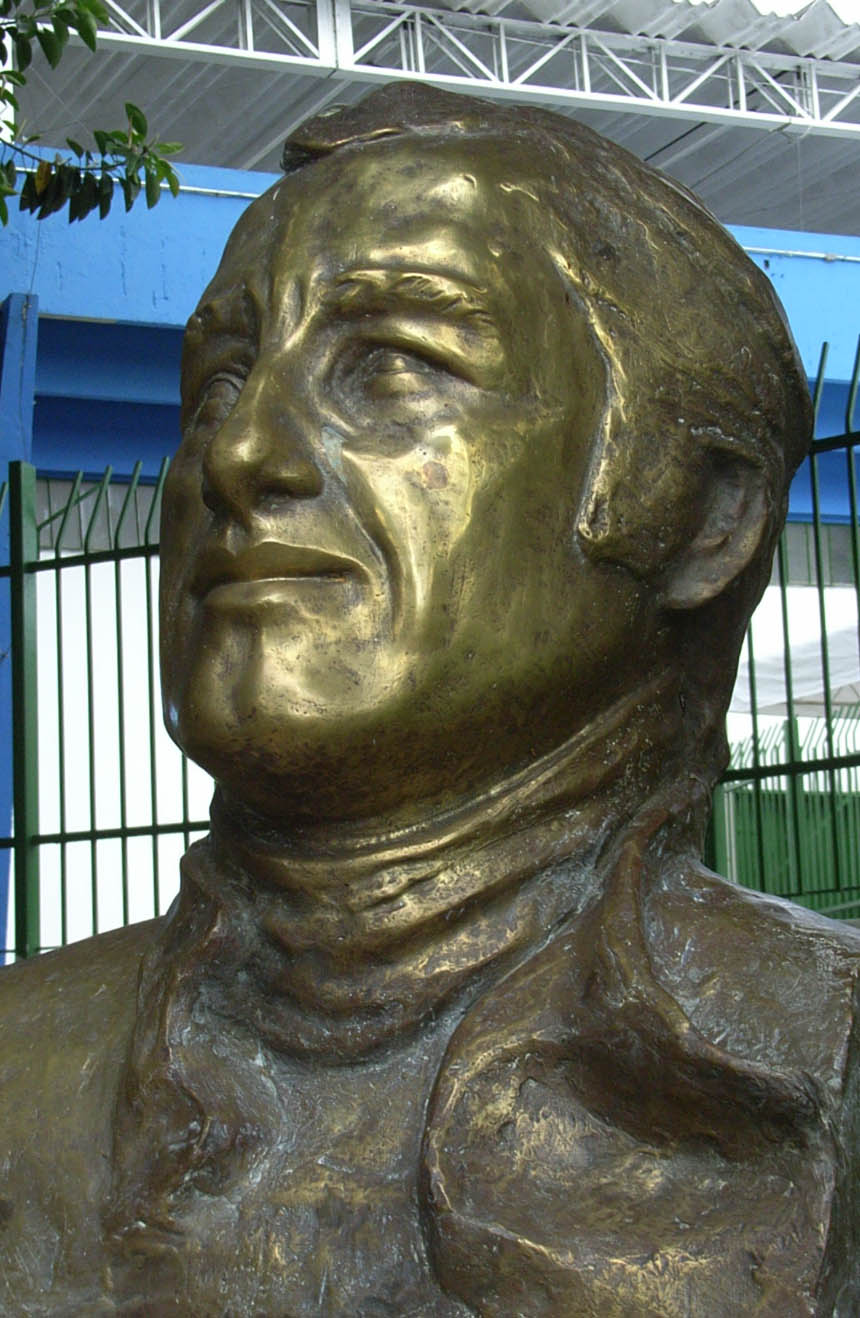
Busto de Pace en São Paulo.

| Temporada | Categoría                           | Coche                   | Equipo                           | Carreras | Victorias | Poles | VR    | Podios | Puntos | Pos.  |
| --------- | ----------------------------------- | ----------------------- | -------------------------------- | -------- | --------- | ----- | ----- | ------ | ------ | ----- |
| 1970      | Fórmula 3 Británica - Lombank       | Lotus 59                | Jim Russell Racing Driver School | 13       | 1         | 2     | 4     | 7      | 43     | 3.º   |
| 1970      | Fórmula 3 Británica - Shellsport    | Lotus 59                | Jim Russell Racing Driver School | 11       | 1         | 0     | 1     | 2      | 22     | 5.º   |
| 1970      | Fórmula 3 Británica - Forward Trust | Lotus 59                | Jim Russell Racing Driver School | 11       | 2         | 1     | 2     | 4      | 41     | 1.º   |
| 1971      | Campeonato Europeo de Fórmula Dos   | Lotus 59B               | Frank Williams Motul March       | 1        | 0         | 0     | 0     | 0      | 0      | NC    |
| 1971      | Campeonato Europeo de Fórmula Dos   | March 712M-Cosworth     | Frank Williams Motul March       | 5        | 0         | 0     | 0     | 0      | 0      | NC    |
| 1972      | Fórmula 1                           | March 711-Cosworth      | Team Williams Motul              | 11       | 0         | 0     | 0     | 0      | 3      | 18.º  |
| 1972      | Campeonato Europeo de Fórmula Dos   | Surtees-Cosworth        | Pygmée Racing Team               | 4        | 0         | 1     | 1     | 1      | 6      | 15.º  |
| 1972      | Can-Am                              | Shadow-Chevrolet        | Advanced Vehicle Systems         | 3        | 0         | 0     | 0     | 0      | 10     | 15.º  |
| 1973      | Fórmula 1                           | Surtees TS9-Cosworth    | Brooke Bond Oxo Team Surtees     | 14       | 0         | 0     | 2     | 1      | 7      | 11.º  |
| 1973      | Campeonato Mundial de Resistencia   | Ferrari 312 PB          | Ferrari SEFAC SpA                | 9        | 0         | 0     | 0     | 4      | 0      | NC    |
| 1973      | Campeonato Europeo de Fórmula Dos   | Surtees-Cosworth        | Surtees Racing                   | 3        | 0         | 0     | 0     | 0      | 0      | NC    |
| 1973      | 24 Horas de Le Mans                 | Ferrari 312 PB          | Ferrari SEFAC SpA                | 1        | 0         | 0     | 0     | 1      | N/A    | 2.º   |
| 1974      | Fórmula 1                           | Surtees TS16-Cosworth   | Team Surtees                     | 2        | 0         | 0     | 0     | 0      | 11     | 12.º  |
| 1974      | Fórmula 1                           | Surtees TS16-Cosworth   | Bang & Olufsen Team Surtees      | 5        | 0         | 0     | 0     | 0      | 11     | 12.º  |
| 1974      | Fórmula 1                           | Brabham BT42            | John Goldie Hexagon Racing       | 0        | 0         | 0     | 0     | 0      | 11     | 12.º  |
| 1974      | Fórmula 1                           | Brabham BT44            | Motor Racing Developments        | 6        | 0         | 0     | 2     | 1      | 11     | 12.º  |
| 1975      | Fórmula 1                           | Brabham BT44B           | Martini Racing                   | 14       | 1         | 1     | 1     | 3      | 24     | 6.º   |
| 1976      | Fórmula 1                           | Brabham BT45-Alfa Romeo | Martini Racing                   | 16       | 0         | 0     | 0     | 0      | 7      | 14.º  |
| 1977      | Fórmula 1                           | Brabham BT45-Alfa Romeo | Martini Racing                   | 3        | 0         | 0     | 0     | 1      | 6      | 15.º  |
| Fuente:   | [ 6 ]                               | [ 6 ]                   | [ 6 ]                            | [ 6 ]    | [ 6 ]     | [ 6 ] | [ 6 ] | [ 6 ]  | [ 6 ]  | [ 6 ] |

## Resultados

### Fórmula 1
(Clave) (negrita indica pole position) (cursiva indica vuelta rápida)

| Año     | Escudería                    | 1       | 2       | 3       | 4       | 5       | 6       | 7       | 8       | 9       | 10      | 11      | 12      | 13      | 14      | 15      | 16      | 17  | Pos. | Puntos |
| ------- | ---------------------------- | ------- | ------- | ------- | ------- | ------- | ------- | ------- | ------- | ------- | ------- | ------- | ------- | ------- | ------- | ------- | ------- | --- | ---- | ------ |
| 1971    | Frank Williams Racing Cars   | RSA     | ESP     | MON     | NED     | FRA     | GBR     | GER     | AUT     | ITA DNP | CAN     | USA     |         |         |         |         |         |     |      |        |
| 1972    | Team Williams Motul          | ARG     | RSA 17  | ESP 6   | MON 17  | BEL 5   | FRA Ret | GBR Ret | GER NC  | AUT NC  | ITA Ret | CAN 9   | USA Ret |         |         |         |         |     | 18.º | 3      |
| 1973    | Brooke Bond Oxo Team Surtees | ARG Ret | BRA Ret | RSA Ret | ESP Ret | BEL 8   | MON Ret | SWE 10  | FRA 13  | GBR Ret | NED 7   | GER 4   | AUT 3   | ITA Ret | CAN Ret | USA Ret |         |     | 11.º | 7      |
| 1974    | Team Surtees                 | ARG Ret | BRA 4   |         |         |         |         |         |         |         |         |         |         |         |         |         |         |     | 12.º | 11     |
| 1974    | Bang & Olufsen Team Surtees  |         |         | RSA 11  | ESP 13  | BEL Ret | MON Ret | SWE Ret | NED DNP |         |         |         |         |         |         |         |         |     | 12.º | 11     |
| 1974    | Goldie Hexagon Racing        |         |         |         |         |         |         |         |         | FRA DNQ |         |         |         |         |         |         |         |     | 12.º | 11     |
| 1974    | Motor Racing Developments    |         |         |         |         |         |         |         |         |         | GBR 9   | GER 12  | AUT Ret | ITA 5   | CAN 8   | USA 2   |         |     | 12.º | 11     |
| 1975    | Martini Racing               | ARG Ret | BRA 1   | RSA 4   | ESP Ret | MON 3   | BEL 8   | SWE Ret | NED 5   | FRA Ret | GBR 2   | GER Ret | AUT Ret | ITA Ret | USA Ret |         |         |     | 6.º  | 24     |
| 1976    | Martini Racing               | BRA 10  | RSA Ret | USW 9   | ESP 6   | BEL Ret | MON 9   | SWE 8   | FRA 4   | GBR 8   | GER 4   | AUT Ret | NED Ret | ITA Ret | CAN 7   | USA Ret | JPN Ret |     | 14.º | 7      |
| 1977    | Martini Racing               | ARG 2   | BRA Ret | RSA 13  | USW     | ESP     | MON     | BEL     | SWE     | FRA     | GBR     | GER     | AUT     | NED     | ITA     | USA     | CAN     | JPN | 15.º | 6      |
| Fuente: |                              |         |         |         |         |         |         |         |         |         |         |         |         |         |         |         |         |     |      |        |

### 24 Horas de Le Mans
| Año     | Equipo            | Copilotos       | Automóvil     | Clase | Vueltas | Pos. | Pos. Clase |
| ------- | ----------------- | --------------- | ------------- | ----- | ------- | ---- | ---------- |
| 1973    | Ferrari SEFAC SpA | Arturo Merzario | Ferrari 312PB | S3.0  | 349     | 2.º  | 2.º        |
| Fuente: |                   |                 |               |       |         |      |            |

## Palmarés
| Título  | Categoría                         | Automóvil | Año  |
| ------- | --------------------------------- | --------- | ---- |
| Campeón | Formula 3 Británica Forward Trust | Lotus 59  | 1970 |